# Sierra de la Cabeza Prieta
La sierra de la Cabeza Prieta es una sierra del noroeste del desierto de Sonora en el suroeste de Arizona, en los Estados Unidos. Está ubicada en el sur del condado de Yuma.
La sierra se encuentra entre doce cordales montañosos de dirección norte y valles que se encuentran entre los sitios más calientes del desierto de Sonora. Esta región del sudoeste de Arizona se encuentra en el límite norte del Gran Desierto de Altar. También incluye la parte norte del campo volcánico del Pinacate.
La sierra de la Cabeza Prieta se extiende en dirección noroeste-suroeste por unas 24 millas. El punto más alto es una montaña sin nombre de unos 2832 pies (863 m). Otros picos importantes son el picacho de Cabeza Prieta de 2559 pies (780 m) y el picacho de Sierra Arida al sur con sus 1736 pies (529 m). 